# Algemene Overeenkomst betreffende de handel in diensten
De Algemene Overeenkomst betreffende de handel in diensten (General Agreement on Trade in Services, GATS) is een verdrag van de World Trade Organization dat in 1995 werd ingesteld als gevolg van de Uruguay-ronde. Het is een multilateraal handelsakkoord, wat betekent dat dit verdrag bindend is voor alle leden van de WTO.

## Inhoud
GATS heeft betrekking op de liberalisering van dienstverrichtingen binnen de WTO. Voor lange tijd werd gedacht dat de dienstensector vooral een nationale aangelegenheid was en er dus geen behoefte was aan een internationaal akkoord. Omdat bepaalde delen van de sector zich echter toch steeds meer over de grenzen gingen richten werd de GATS ingesteld.
Het GATS-akkoord kent vier aanbodmodellen:
1. Grensoverschrijdende handel;
2. Consumptie in het buitenland;
3. Commerciële aanwezigheid; en
4. Aanwezigheid van personen.

Het GATS is een kaderakkoord, wat wil zeggen dat er, naast een aantal algemene verplichtingen, een raamwerk is waarin de ondertekenaars hun eigen specifieke verbintenissen invulling kunnen geven. De landen kunnen per sector beslissen of ze liberaliseren en met welk model dit gebeurt.
In het verlengde van het GATS-akkoord wordt sedert februari 2012 door een beperkt aantal partners onderhandeld over een nieuw Trade in Services Agreement. 

## Kritiek
Het GATS-akkoord wordt bekritiseerd omdat het te veel macht van de nationale autoriteiten naar de GATS-geschillencommissie zou verplaatsen. Ook is het een heikel punt dat deze commissie alle zaken achter gesloten deuren behandelt.